# Samuel Głogowski
Samuel Głogowski herbu Grzymała – podsędek nowogrodzkosiewierski w 1665 roku, rotmistrz wojska powiatowego województwa sandomierskiego w 1672 roku.
W 1666 roku jako podsędek nowogrodzkosiewierski był deputatem województwa czernihowskiego na Trybunał Główny Koronny w Lublinie.